# Побуна на броду Баунти (филм из 1984)
Побуна на броду Баунти је историјски филм из 1984. који је режирао Роџер Донадсон. Главне улоге играју: Мел Гибсон, Ентони Хопкинс, Лоренс Оливије, Едвард Фокс и Данијел Деј-Луис. 

## Радња
Радња је конструисана као сведочење капетана Блаја током суђења побуни на броду „Баунти”.
Године 1787, Баунти је био опремљен да отплови на Тахити по саднице хлебног дрва, који се тада сматрао перспективним усевом за колоније. Блај је младом официру Флечеру Кристијану понудио место помоћника навигатора. Пливање није било лако. Посада је била превелика за мали брод. Капетан је спроводио чудна наређења да би одржао дух, на пример, захтевајући од морнара да плешу на палуби једном дневно. Капетан је изабрао руту око света са пролазом око Јужне Америке, заобилазећи рт Хорн. Морнари су наишли на лоше време и били су приморани да сачекају миран ветар, стигавши на Тахити у октобру 1788.
На острвима их је чекала топла добродошлица. Убрзо је почело распадање тима због дивне тропске климе, мирног, задовољавајућег живота и комуникације са домаћим женама. Кристијан, који се заљубио у ћерку вође Мауатуу, потпуно је изгубио контакт са посадом. Блај је био приморан да наметне дисциплину на најокрутнији начин. Група морнара која је покушала да побегне подвргнута је телесном кажњавању.
После вишемесечног паркирања, брод са садницама дрвећа кренуо је на повратни пут. Капетан је исцрпљивао официре и морнаре сталним гњаважама. Немири међу морнарима завршили су се побуном и одузимањем власти на броду. Кристијан се прогласио капетаном и ставио Вилијама Блаја и његове верне људе на чамац. У близини је било острво Тофуа, али мештани су били непријатељски расположени према странцима.
Показујући изузетну храброст и лидерске квалитете, Блај је препловио неколико хиљада миља на чамцу са 18 људи, патећи од лошег времена, недостатка воде и намирница. Као резултат тога, искрцали су се на једно од острва Индонезије. Године 1790. капетан се вратио у Енглеску, након што је као херој завршио свој пут око света. Против њега је почела истрага.
Побуњеници на ухваћеном „Баунтију” вратили су се на Тахити код својих девојака. Међутим, локални владар краљ Тина, плашећи се казнених мера Енглеске, затражио је од бегунаца да напусте острво. После дугог путовања и сукоба унутар посаде, побуњеници су стигли до острва Питкерн. Овде су спалили брод и остали заувек.
У последњој сцени се извештава да је суд у потпуности ослободио капетана Вилијама Блаја и вратио му права. Осамнаест година касније, китоловни брод открио је острво Питкерн, које је насељено само једним човеком, Џоном Адамсом, са 9 жена и 23 деце. Судбина Флечера Кристијана остала је засигурно непозната: неки су веровали да је успео да се врати у Енглеску. Његови потомци до данас живе на острву Питкерн.

## Улоге
| Глумац             | Улога                           |
| ------------------ | ------------------------------- |
| Мел Гибсон         | Master's Mate Флечер Кристијан  |
| Ентони Хопкинс     | поручник Вилијам Блај           |
| Лоренс Оливије     | адмирал Самјуел Худ             |
| Едвард Фокс        | капетан Гритам                  |
| Данијел Деј-Луис   | Sailing Master Џон Фрајер       |
| Бернард Хил        | Boatswain Вилијам Кол           |
| Фил Дејвис         | Midshipman Едвард „Нед“ Јанг    |
| Лијам Нисон        | Чарлс Черчил, бродски подофицир |
| Ви Куки Ка         | краљ Тајна                      |
| Теваите Вернете    | Мануатуа                        |
| Филип Мартин Браун | Able Seaman Џон Адамс           |
| Сајмон Чендлер     | Дејвид Нелсон, ботаничар        |
| Малком Терис       | др Томас Хуган, бродски доктор  |
| Сајмон Адамс       | Midshipman Питер Хејвуд         |
| Џон Сешонс         | Steward Џон Смит                |
| Ендру Вајлд        | Able Seaman Вилијам Макој       |
| Нил Мориси         | Able Seaman Матју Квинтал       |
| Ричард Грејам      | Gunner's Mate Џон Милс          |
| Декстер Флечер     | Able Seaman Томас Елисон        |
| Пит Ли-Вилсон      | столар Вилијам Персел           |
| Џон Гадсби         | Quartermaster Џон Нортон        |
| Брендан Конрој     | Роберт Ламб, месар              |
| Бари Дрансфилд     | Able Seaman Мајкл Берн          |
| Стив Флечер        | Able Seaman Џејмс Валентајн     |